# Mohsin Al-Khaldi
Mohsin Johar Al-Khaldi (Saame, 16 de agosto de 1988) é um futebolista profissional omani que atua como meia central.

## Carreira
Mohsin Al-Khaldi representou a Seleção Omani de Futebol na Copa da Ásia de 2015.